# Isquiossurais
Os isquiossurais ou isquiotibiais são um conjunto de 3 músculos localizados na região posterior da coxa. Recebem este nome por originarem-se no ísquio e terem como inserção distal os ossos da perna (tíbia e fíbula). Tais músculos são o semimembranoso, semitendíneo e a porção longa do bíceps femoral. Também são conhecidos como "músculos do jarrete", termo originado da antiga prática de pendurar o quadril e coxa de animais através destes tendões, e do termo "jarretar" utilizado para denominar a ação de cortar os tendões dos músculos posteriores da coxa dos cavalos inimigos (ou dos inimigos) impossibilitando-os.. Todos têm como ações em comum a extensão do quadril e a flexão do joelho.

## Biomecânica
Quando o quadril se flexiona, ocorre uma separação das inserções dos músculos isquiotibiais, ou seja, quanto mais flexionado o quadril, mais relativamente encurtado e mais se contraem. Quando a flexão do quadril ultrapassa os 90º. é muito complicado manter os joelhos em máxima extensão. Sendo assim, a entrada em tensão da musculatura pela flexão do quadril, ocasiona um aumento da eficácia deles como flexores de joelho. De forma oposta, a extensão do joelho favorece a ação dos isquiossurais como extensores do quadril.

## Imagens

Isquiossurais, visão em 360°.